# ناکلز اکیدنا
ناکلز اکیدنا (به انگلیسی: Knuckles the Echidna) شخصیتی از سری سونیک خارپشت سگا است. وی مورچه‌خوار قرمز رنگی است که بهترین دوست ثانویه و رقیب سابق سونیک است. ناکلز ساده لوح است . با استفاده از قدرت وحشیانهٔ بدنش با با دشمنانش می‌جنگد. وی به‌عنوان نگهبان استاد زمرد، یک گوهرسنگ بزرگ که زمردهای آشوب را کنترل می‌کند، خدمت می‌کند و آخرین عضو زندهٔ قبیله خود، قبیله اکیدنا است.
ناکلز برای اولین‌بار به‌عنوان آنتاگونیست اصلی در سونیک خارپشت ۳ (سال ۱۹۹۴ ) پس از اینکه دکتر اگمن وی را فریب داد تا حریف سونیک و تیلز شود، ظاهر شد. وی برای اولین‌بار در اواخر همان سال در سونیک و ناکلز به یک شخصیت قابل بازی تبدیل شد؛ پس از اینکه در ابتدا باری دیگر حریف سونیک شد، با او پس از اطلاع از حقهٔ دکتر اگمن متحد می‌شود. از شخصیت ناکنز فیلم هم دارد ، اسم فیلم سریال ناکنز است این سریال ۶ قسمت دارد.